# Kofun

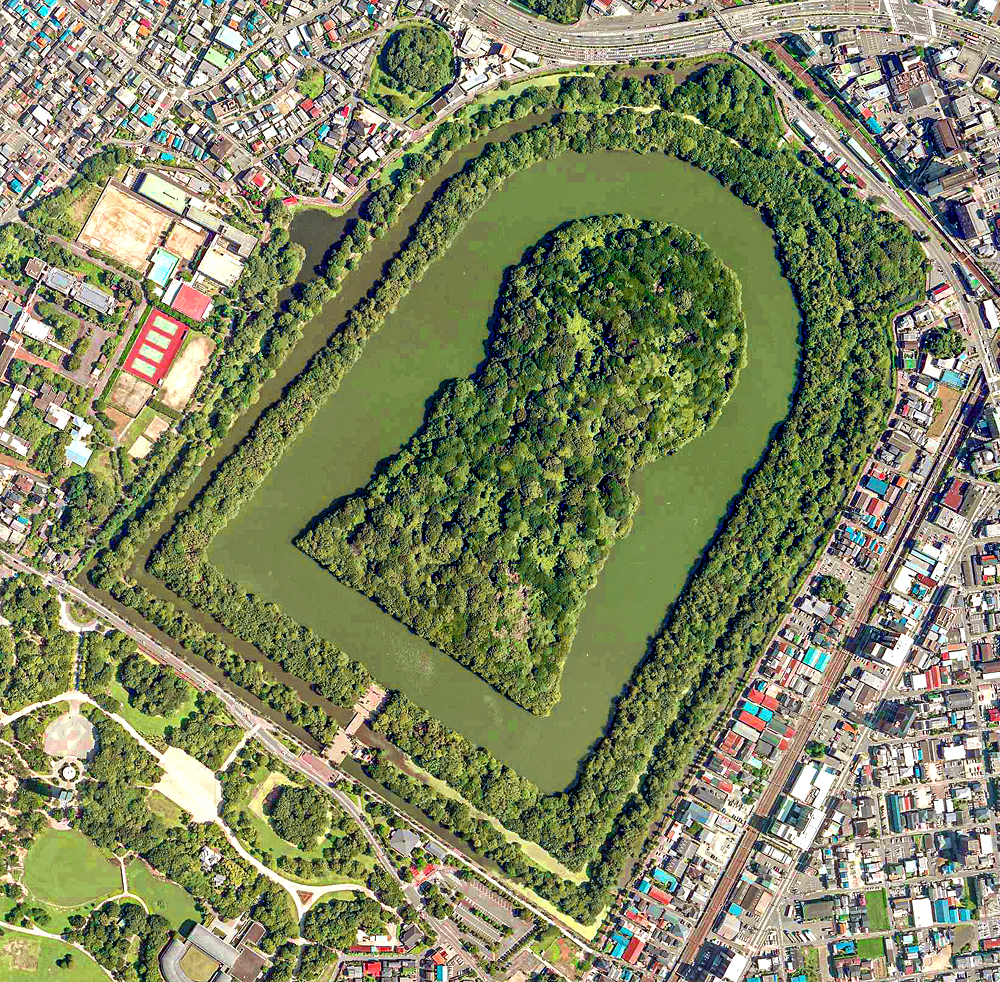
Daisen Kofun ve čtvrti Daisen města Sakai v prefektuře Ósaka je největší mohylovou hrobkou v Japonsku

Kofun (japonsky 古墳 – ze staročínského kú 古 „starověký“ + bjun 墳 „pohřební mohyla“) je japonská starověká hrobka, postavená v době od počátku 3. století do konce 7. století, nad níž je navršena mohyla z kamení nebo hlíny. Podle těchto staveb se též nazývá jedno z japonských historických období (období Kofun), které trvalo přibližně mezi lety 250–538. V následujícím období Asuka (538–710) Japonsko ovládl buddhismus a období pohřbívání do kofunů postupně skončilo.  

## Popis
Kofuny se lišily tvarem a velikostí podle toho, kdo v nich byl pohřben. Pro méně významné osoby to byly kofuny s půdorysem čtverce či kruhu, členové panovnického rodu byli pohřbíváni převážně v kofunech s neobvyklým půdorysem připomínajícím klíčovou dírku a někdy obehnanými jedním nebo i více vodními příkopy. Jejich japonský název je zenpókóenfun (前方後円墳) – doslova „hrobka s čtvercem vpředu a kruhem vzadu“ .
Do současné doby se na ostrovech Honšú a Kjúšú zachovalo asi 160 000 kofunů. Japonská Agentura pro kulturní záležitosti (Agency for Cultural affairs, japonsky Bunkačó 文化庁) jich v lednu 2001 oficiálně evidovala celkem 161 560. Jsou to z velké části malé čtvercové nebo kruhové hrobky o průměru několika metrů. Necelá stovka kofunů ve tvaru klíčové dírky dosahuje délky nad sto metrů a vůbec největší mohylovou hrobkou nejen v Japonsku, ale na celém světě, je Daisen kofun ve čtvrti Daisen města Sakai asi 50 km jižně od Ósaky. Dosahuje délky 486 metrů a je obklopen pásmem tří vodních příkopů. Císařská tradice jej označuje jako „Mauzoleum císaře Nintokua“ (Nintoku tennórjó kofun 仁徳天皇陵古墳), který v Japonsku vládl údajně v letech 313–399. Fakta o Nintokuově životě však nejsou bezpečně doložena a nelze se opřít ani o průzkum samotného kofunu, protože archeologům k tomu císařský dvůr neudělil povolení. Vědecká literatura proto dává od roku 1976 přednost označení Daisen kofun.
Celkem 188 velkých kofunů (včetně Daisen kofunu) dnes spravuje Úřad správy císařského dvora (Imperial Household Agency, japonsky Kunaičó 宮内庁). Jako oficiálně evidovaná mauzolea a hrobky císařů a dalších vysokých hodnostářů císařské rodiny (japonsky rjóbo 陵墓) patří do této skupiny většina největších a nejzajímavějších kofunů. Císařský dvůr je všechny považuje za osobní památky císařské rodiny, takže jsou nepřístupné nejen pro veřejnost, ale i pro vědecký výzkum. Archeologicky byly zatím prozkoumány jen některé méně významné kofuny. V části z nich byly odhaleny pohřební komory zdobené malbami a nalezeny různé šperky, zbraně a především velké množství terakotových stovky sošek haniwa, které jsou typickou zvláštností japonských kofunů. Na některých velkých kofunech jich bývají až desítky tisíc. Jejich funkce však dosud nebyla uspokojivě vysvětlena. Několik malých kofunů (hlavně v oblasti Nary) je zpřístupněno turistům – např. Takamatsuzuka Tomb s kruhovým půdorysem o průměru 18–23 metrů, který pochází z doby kolem roku 700. Byl v minulých staletích zcela vykraden, ale zachovaly se zajímavé nástěnné malby.
Mohylové hrobky se v 2.–5. století n. l. objevily také v různých částech Korejského poloostrova. Nikdy se tam ale nepřiblížily gigantickým rozměrům japonského Kofunu Daisen. Vztahy a souvislosti mezi japonskými a korejskými mohylovými hrobkami se v posledních letech staly předmětem intenzivního výzkumu.

## Kofuny zapsané na seznam UNESCO
Daisen kofun a další gigantické kofuny představují nejenom nejvýznamnější památky japonského starověku, ale i mimo Japonsko bývají často svým významem srovnávány s egyptskými pyramidami, mexickou Pyramidou Slunce nebo s menhiry Stonehenge. Logické proto bylo zařazení největších kofunů na seznam Světového kulturního dědictví UNESCO, které se uskutečnilo v červenci 2019. Prvním krokem k realizaci tohoto záměru se stal v listopadu 2010 zápis „Skupiny starověkých mohylových hrobek v oblastech Mozu a Furuiči“ na předběžný seznam (tentative list) UNESCO. Do nominace bylo zařazeno 49 velkých kofunů v jižní části ósacké prefektury, včetně největšího Daisen kofunu. Ve městě Sakai, které leží v centru celé oblasti, byla zároveň zřízeno Ústředí pro podporu zápisu kofunů ze skupiny Mozu-Furuiči na seznam světového kulturního dědictví UNESCO. Toto ústředí zajišťuje koordinaci s japonskou vládou a vydává také různé informační a propagační materiály . Japonská vláda schválila nominaci k zápisu na seznam UNESCO v červenci 2017 a v lednu 2018 odeslala dopis s oficiální nabídkou do sídla UNESCO a ICOMOS (Mezinárodní rada pro památky a sídla). Inspektoři ICOMOS provedli ve dnech 11. až 17. září 2018 prohlídku památek a v květnu 2019 vydali doporučení k realizaci zápisu. Oficiálně byl zápis na seznam světového dědictví vyhlášen 6. července 2019 na 43. zasedání Výboru pro světové dědictví UNESCO v Baku v Ázerbájdžánu. Pro úspěšné završení celého procesu bude důležitá spolupráce státních orgánů a Úřadu správy císařského dvora Kunaičó. V tomto směru je nadějné, že když byly 23. října 2018 na hrázi mezi prvním (vnitřním) a druhým vodním příkopem největšího Daisen kofunu zahájeny práce spojené s vykopávkami a údržbou (budou trvat do začátku prosince 2018), byli na uzavřený terén Daisen Kofunu vůbec poprvé ke spolupráci s Kunaičó přizváni odborníci ze správy města Sakai. 

## Fotogalerie

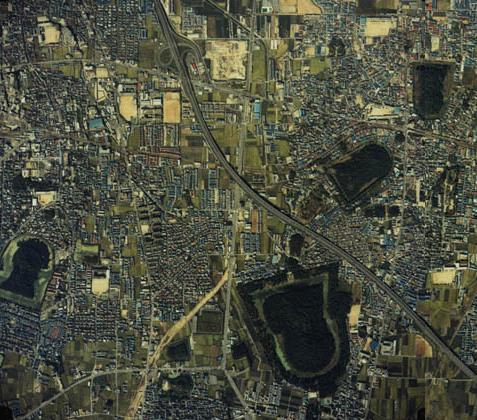
Furuiči kofungun
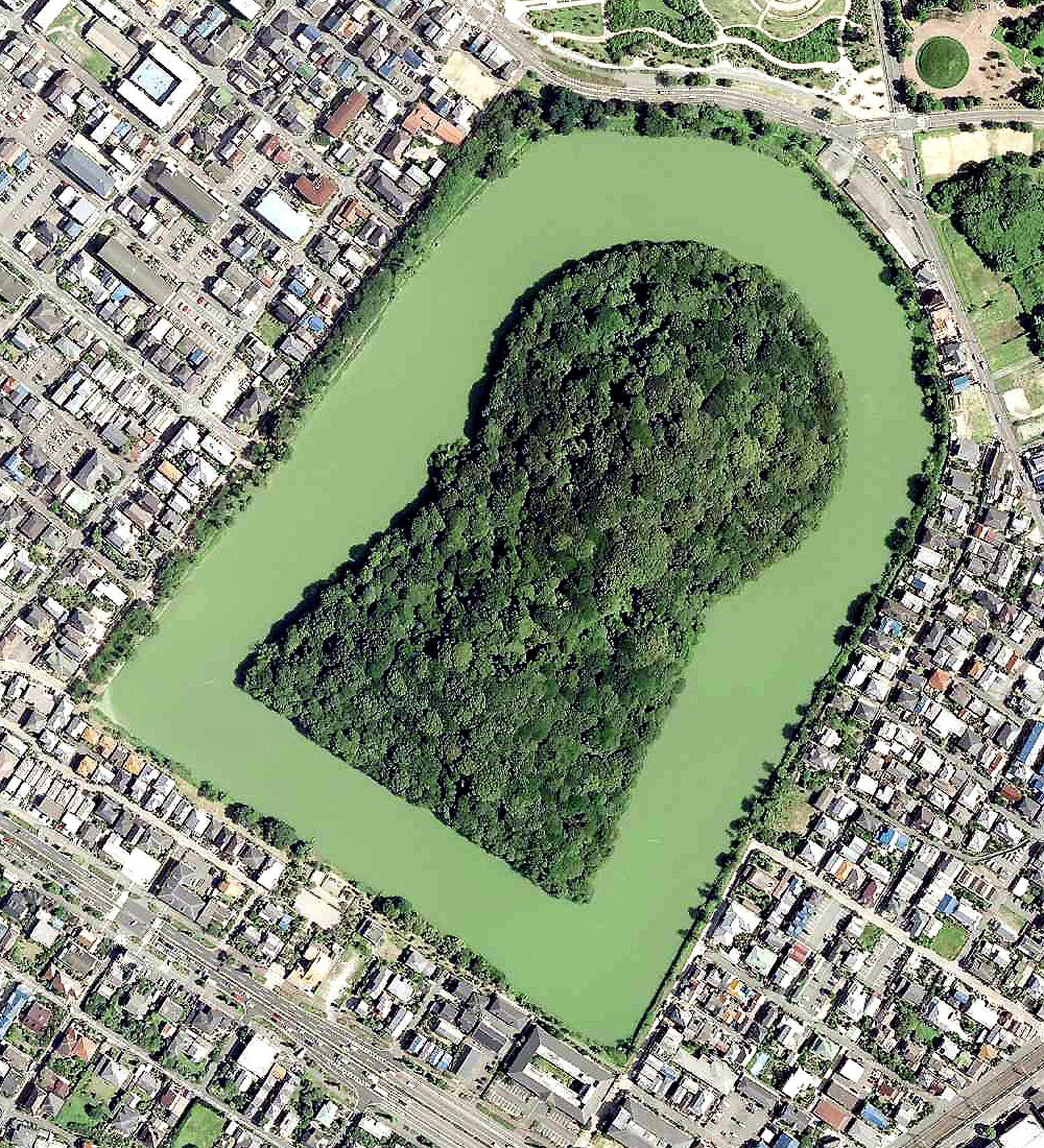
Kami Išizu Misanzai kofun
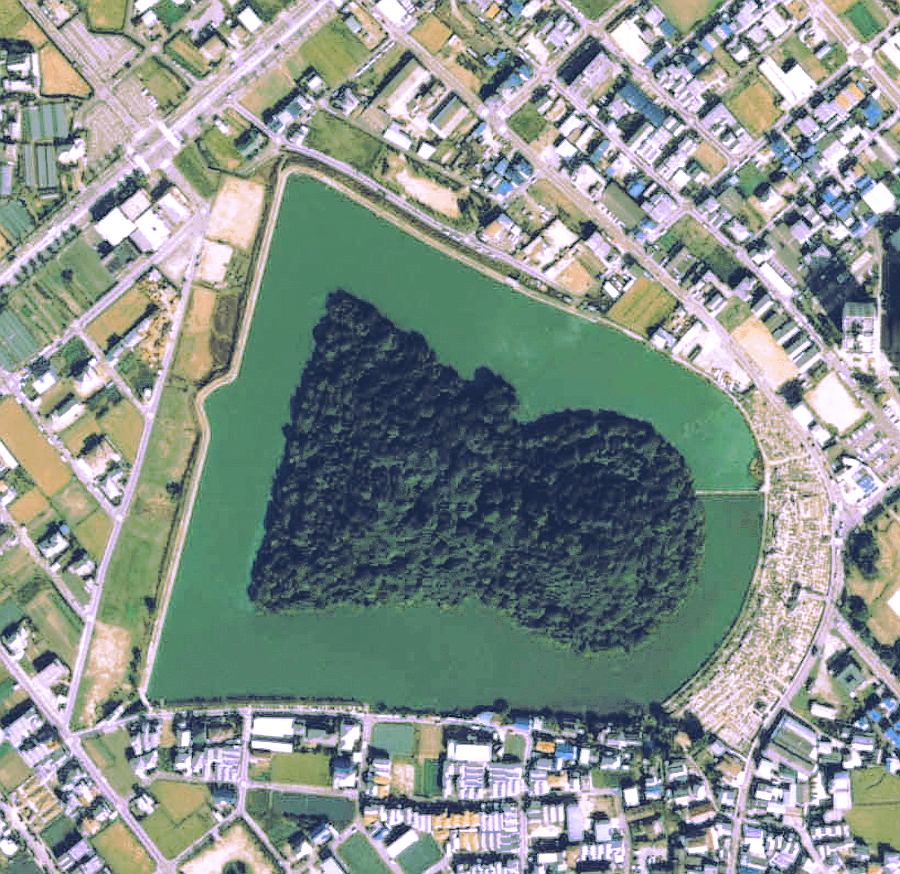
Nisanzai kofun
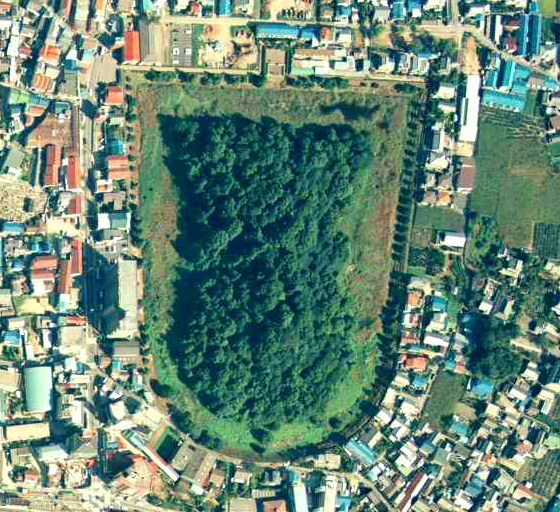
Ičinojama kofun